# (883) Matterania
(883) Matterania ist ein Asteroid des Hauptgürtels, der am 14. September 1917 vom deutschen Astronomen Max Wolf in Heidelberg entdeckt wurde.
Benannt wurde der Asteroid nach August Matter, der für den Entdecker die Fotoplatten herstellte.